# Clasificación para la Copa Asiática
La clasificación para la Copa Asiática de la AFC es el proceso de clasificación organizado por la Confederación Asiática de Fútbol (AFC) para determinar los equipos que participan en la Copa Asiática.

## Historial
Esta tabla muestra solamente los clasificados a través de la Clasificación para la Copa Asiática.
| Proceso                                                              | Equipo (s) |
| -------------------------------------------------------------------- | --- |
| Hong Kong 1956 3 Clasificados Detalles                               | Vietnam del Sur, Corea del Sur, Israel |
| Corea del Sur 1960 3 Clasificados Detalles                           | Vietnam del Sur, China Taipéi, Israel |
| Israel 1964 3 Clasificados Detalles                                  | Hong Kong, Corea del Sur, India |
| Irán 1968 4 Clasificados Detalles                                    | Hong Kong, China Taipéi, Israel, Birmania |
| Tailandia 1972 5 Clasificados Detalles                               | Tailandia, Camboya, Corea del Sur, Irak, Kuwait |
| Irán 1976 5 Clasificados Detalles                                    | Yemen del Sur, Kuwait, Irak, China, Malasia |
| Kuwait 1980 7 Clasificados Detalles                                  | Siria, Emiratos Árabes Unidos, Catar, Bangladés, Corea del Norte, Malasia, Corea del Sur |
| Singapur 1984 8 Clasificados Detalles                                | Irán, Siria, Arabia Saudita, Emiratos Árabes Unidos, Corea del Sur, India, China, Catar |
| Catar 1988 8 Clasificados Detalles                                   | Emiratos Árabes Unidos, China, Kuwait, Japón, Irán, Siria, Baréin, Corea del Sur |
| Japón 1992 6 Clasificados Detalles                                   | Catar, Emiratos Árabes Unidos, Irán, Corea del Norte, China, Tailandia |
| Emiratos Árabes Unidos 1996 10 Clasificados Detalles                 | Corea del Sur, China, Tailandia, Indonesia, Irán, Irak, Siria, Uzbekistán, Arabia Saudita, Kuwait |
| Líbano 2000 10 Clasificados Detalles                                 | Irak, India, Uzbekistán, China, Kuwait, Japón, Catar, Corea del Sur, Tailandia, Irán |
| China 2004 14 Clasificados Detalles                                  | Kuwait, Arabia Saudita, Indonesia, Omán, Irak, Baréin, Corea del Sur, Jordania, Emiratos Árabes Unidos, Uzbekistán, Catar, Irán, Tailandia, Turkmenistán                                                                                   |
| Indonesia, Malasia, Tailandia, Vietnam 2007 12 Clasificados Detalles | Australia, Catar, Japón, Arabia Saudita, Irán, Corea del Sur, Emiratos Árabes Unidos, Omán, Irak, China, Baréin, Uzbekistán |
| Catar 2011 12 Clasificados Detalles                                  | India, Uzbekistán, Siria, Irán, China, Japón Baréin, Emiratos Árabes Unidos, Corea del Norte, Australia, Kuwait, Jordania |
| Australia 2015 12 Clasificados Detalles                              | Baréin, Emiratos Árabes Unidos, Arabia Saudita, Omán, Uzbekistán, Catar, Irán, Kuwait, Jordania, Irak, China, Palestina |
| Emiratos Árabes Unidos 2019 23 Clasificados Detalles                 | Arabia Saudita, Australia, Catar, Irán, Japón, Tailandia, Corea del Sur, Uzbekistán, Irak, Siria, China, India, Kirguistán, Líbano, Corea del Norte, Jordania, Vietnam, Palestina, Omán, Baréin, Turkmenistán, Filipinas, Yemen            |
| Catar 2023 23 Clasificados Detalles                                  | Arabia Saudita, Australia, Irán, Japón, Tailandia, Corea del Sur, Uzbekistán, Irak, Siria, China, India, Kirguistán, Líbano, Jordania, Vietnam, Palestina, Omán, Baréin, Hong Kong, Malasia, Tayikistán, Indonesia, Emiratos Árabes Unidos |

## Goleadores por edición
| Edición | Jugador                                    | Goles     |
| ------- | ------------------------------------------ | --------- |
| 1956    | Abdul Ghani Minhat                         | 10        |
| 1960    | Sin datos                                  | Sin datos |
| 1964    | Sin datos                                  | Sin datos |
| 1968    | Sin datos                                  | Sin datos |
| 1972    | Sin datos                                  | Sin datos |
| 1976    | Sin datos                                  | Sin datos |
| 1980    | Sin datos                                  | Sin datos |
| 1984    | Nasser Mohammadkhani                       | 9         |
| 1988    | Sin datos                                  | Sin datos |
| 1992    | Sin datos                                  | Sin datos |
| 1996    | Sin datos                                  | Sin datos |
| 2000    | Bashar Abdullah                            | 15        |
| 2004    | Yusri Al Bashah Younis Mahmoud Kim Do-hoon | 7         |
| 2007    | Yasser Al-Qahtani                          | 4         |
| 2011    | Shinji Okazaki                             | 6         |
| 2015    | Reza Ghoochannejhad Ali Mabkhout           | 5         |
| 2019    | Mohammad Al-Sahlawi                        | 14        |
| 2023    | Ali Mabkhout                               | 11        |

## Clasificación general
La siguiente tabla compara los registros generales de todos los equipos que han participado en la clasificación (no incluye resultados de la Copa Desafío de la AFC). Los equipos se ordenan por puntos utilizando los tres puntos por victoria, luego por diferencia de goles y luego por goles marcados. Tenga en cuenta que este orden no representa ninguna clasificación oficial.
Actualizado a la clasificación de 2019.
| Equipo | Equipo                 | Part. | Pts | PJ | PG | PE | PP | GF  | GC  | Dif  |
| ------ | ---------------------- | ----- | --- | -- | -- | -- | -- | --- | --- | ---- |
| 1      | Irán                   | 11    | 148 | 61 | 46 | 10 | 5  | 175 | 33  | +142 |
| 2      | China                  | 11    | 115 | 52 | 35 | 10 | 7  | 148 | 23  | +125 |
| 3      | Corea del Sur          | 12    | 113 | 50 | 36 | 5  | 9  | 164 | 23  | +141 |
| 4      | Emiratos Árabes Unidos | 10    | 110 | 48 | 34 | 8  | 5  | 132 | 27  | +105 |
| 5      | Catar                  | 10    | 108 | 50 | 34 | 6  | 10 | 116 | 36  | +80  |
| 6      | Siria                  | 12    | 104 | 59 | 31 | 11 | 17 | 112 | 60  | +52  |
| 7      | Arabia Saudita         | 7     | 103 | 40 | 33 | 4  | 3  | 130 | 17  | +113 |
| 8      | Tailandia              | 14    | 100 | 61 | 30 | 10 | 21 | 119 | 82  | +37  |
| 9      | Omán                   | 9     | 96  | 52 | 30 | 6  | 16 | 124 | 54  | +70  |
| 10     | Hong Kong              | 16    | 93  | 78 | 24 | 21 | 33 | 105 | 111 | -6   |
| 11     | Irak                   | 8     | 92  | 41 | 28 | 8  | 5  | 88  | 32  | +56  |
| 12     | Jordania               | 10    | 91  | 53 | 26 | 13 | 14 | 94  | 49  | +45  |
| 13     | Kuwait                 | 10    | 90  | 50 | 25 | 15 | 10 | 110 | 45  | +65  |
| 14     | Baréin                 | 10    | 87  | 54 | 27 | 6  | 21 | 80  | 55  | +25  |
| 15     | Jordania               | 7     | 85  | 36 | 27 | 4  | 5  | 92  | 17  | +75  |
| 16     | Uzbekistán             | 7     | 80  | 36 | 25 | 5  | 6  | 85  | 30  | +55  |
| 17     | Corea del Norte        | 7     | 80  | 45 | 23 | 11 | 11 | 70  | 48  | +22  |
| 18     | Malasia                | 16    | 72  | 60 | 19 | 15 | 26 | 98  | 101 | -3   |
| 19     | Vietnam                | 10    | 64  | 40 | 19 | 7  | 20 | 86  | 71  | +15  |
| 20     | Indonesia              | 12    | 62  | 51 | 17 | 11 | 23 | 77  | 73  | +4   |
| 21     | Líbano                 | 7     | 60  | 45 | 17 | 9  | 19 | 61  | 62  | -1   |
| 22     | Yemen                  | 9     | 58  | 59 | 16 | 10 | 33 | 69  | 114 | -45  |
| 23     | India                  | 10    | 52  | 52 | 15 | 7  | 30 | 59  | 98  | -39  |
| 24     | Singapur               | 11    | 52  | 58 | 14 | 10 | 34 | 59  | 106 | -47  |
| 25     | Turkmenistán           | 4     | 47  | 28 | 14 | 5  | 9  | 47  | 37  | +10  |
| 26     | Birmania               | 5     | 47  | 34 | 14 | 5  | 15 | 52  | 73  | -21  |
| 27     | China Taipéi           | 9     | 45  | 46 | 14 | 3  | 29 | 67  | 109 | -42  |
| 28     | Australia              | 3     | 41  | 18 | 13 | 2  | 3  | 42  | 11  | +31  |
| 29     | Palestina              | 4     | 38  | 29 | 11 | 5  | 13 | 58  | 36  | +22  |
| 30     | Tayikistán             | 4     | 35  | 27 | 10 | 5  | 12 | 38  | 44  | -6   |
| 31     | Kirguistán             | 4     | 33  | 23 | 10 | 3  | 10 | 35  | 37  | -2   |
| 32     | Camboya                | 5     | 27  | 32 | 8  | 3  | 21 | 33  | 87  | -54  |
| 33     | Filipinas              | 8     | 25  | 34 | 7  | 4  | 23 | 32  | 101 | -69  |
| 34     | Sri Lanka              | 7     | 22  | 31 | 7  | 1  | 23 | 25  | 102 | -77  |
| 35     | Bangladés              | 8     | 22  | 40 | 4  | 10 | 28 | 27  | 113 | -86  |
| 36     | Afganistán             | 5     | 21  | 30 | 5  | 6  | 19 | 25  | 88  | -63  |
| 37     | Maldivas               | 5     | 17  | 34 | 5  | 2  | 27 | 32  | 107 | -75  |
| 38     | Pakistán               | 10    | 16  | 37 | 4  | 4  | 29 | 22  | 101 | -79  |
| 39     | Macao                  | 6     | 14  | 22 | 4  | 2  | 16 | 21  | 52  | -31  |
| 40     | Bután                  | 3     | 14  | 30 | 4  | 2  | 24 | 21  | 161 | -140 |
| 41     | Kazajistán             | 2     | 12  | 8  | 4  | 0  | 4  | 9   | 9   | 0    |
| 42     | Israel                 | 1     | 11  | 6  | 3  | 2  | 1  | 10  | 8   | +2   |
| 43     | Laos                   | 3     | 11  | 17 | 3  | 2  | 12 | 13  | 61  | -48  |
| 44     | Mongolia               | 3     | 10  | 7  | 3  | 1  | 3  | 12  | 10  | +2   |
| 45     | Nepal                  | 6     | 10  | 28 | 2  | 4  | 22 | 12  | 91  | -79  |
| 46     | Guam                   | 4     | 7   | 16 | 2  | 1  | 13 | 5   | 86  | -81  |
| 47     | Brunéi                 | 5     | 5   | 15 | 1  | 2  | 12 | 4   | 56  | -52  |
| 48     | Yemen del Sur          | 1     | 1   | 3  | 0  | 1  | 2  | 1   | 4   | -3   |
| 49     | Timor Oriental         | 2     | 0   | 16 | 0  | 0  | 16 | 4   | 66  | -62  |